# Copa Río
La Copa Rio es un campeonato promovido por la Federación de fútbol del Estado de Río de Janeiro desde 1991 para definir uno de los representantes fluminenses para la Copa de Brasil del año siguiente. Desde el 2008, el campeón elige si quiere el cupo en la Copa de Brasil o en el Campeonato Brasileño de Serie D del año subsiguiente, quedando el subcampeón con la competición que el ganador no elija.

## Campeones
| Año  | Campeón                                    | Subcampeón                                 |
| ---- | ------------------------------------------ | ------------------------------------------ |
| 1991 | Flamengo                                   | Americano                                  |
| 1992 | Vasco da Gama                              | Fluminense                                 |
| 1993 | Vasco da Gama                              | Flamengo                                   |
| 1994 | Volta Redonda                              | Fluminense                                 |
| 1995 | Volta Redonda                              | Barra                                      |
| 1996 | Rubro Social                               | Mesquita                                   |
| 1997 | Duquecaxiense                              | Rodoviário                                 |
| 1998 | Fluminense                                 | São Cristóvão                              |
| 1999 | Volta Redonda                              | Madureira                                  |
| 2000 | Portuguesa                                 | Casimiro de Abreu                          |
| 2005 | Tigres do Brasil                           | Macaé                                      |
| 2007 | Volta Redonda                              | Cabofriense                                |
| 2008 | Nova Iguaçu                                | Americano                                  |
| 2009 | Tigres do Brasil                           | Madureira                                  |
| 2010 | Sendas                                     | Bangu                                      |
| 2011 | Madureira                                  | Friburguense                               |
| 2012 | Nova Iguaçu                                | Bangu                                      |
| 2013 | Duque de Caxias                            | Boavista                                   |
| 2014 | Resende                                    | Madureira                                  |
| 2015 | Resende                                    | Portuguesa                                 |
| 2016 | Portuguesa                                 | Friburguense                               |
| 2017 | Boavista                                   | Americano                                  |
| 2018 | Americano                                  | Itaboraí                                   |
| 2019 | Bonsucesso                                 | Portuguesa                                 |
| 2020 | Cancelado debido a la pandemia de COVID-19 | Cancelado debido a la pandemia de COVID-19 |
| 2021 | Pérolas Negras                             | Maricá                                     |
| 2022 | Volta Redonda                              | Portuguesa                                 |
| 2023 | Portuguesa                                 | Olaria                                     |
| 2024 | Maricá                                     | Olaria                                     |

1. ↑  Audax Rio se llamaba Sendas en 2010.

## Títulos por equipo
| Club              | Títulos | Subtítulos | Años campeón                 | Años subcampeón  |
| ----------------- | ------- | ---------- | ---------------------------- | ---------------- |
| Volta Redonda     | 5       | -          | 1994, 1995, 1999, 2007, 2022 | ----             |
| Portuguesa        | 3       | 3          | 2000, 2016, 2023             | 2015, 2019, 2022 |
| Vasco da Gama     | 2       | -          | 1992, 1993                   | ----             |
| Tigres do Brasil  | 2       | -          | 2005, 2009                   | ----             |
| Nova Iguaçu       | 2       | -          | 2008, 2012                   | ----             |
| Resende           | 2       | -          | 2014, 2015                   | ----             |
| Madureira         | 1       | 3          | 2011                         | 1999, 2009, 2014 |
| Americano         | 1       | 3          | 2018                         | 1991, 2008, 2017 |
| Fluminense        | 1       | 2          | 1998                         | 1992, 1994       |
| Flamengo          | 1       | 1          | 1991                         | 1993             |
| Boavista          | 1       | 1          | 2017                         | 2013             |
| Rubro Social      | 1       | -          | 1996                         | ----             |
| Duquecaxiense     | 1       | -          | 1997                         | ----             |
| Audax Rio         | 1       | -          | 2010                         | ----             |
| Duque de Caxias   | 1       | -          | 2013                         | ----             |
| Bonsucesso        | 1       | -          | 2019                         | ----             |
| Pérolas Negras    | 1       | -          | 2021                         | ----             |
| Maricá            | 1       | -          | 2024                         | ----             |
| Bangu             | -       | 2          | ----                         | 2010, 2012       |
| Friburguense      | -       | 2          | ----                         | 2011, 2016       |
| Barra             | -       | 1          | ----                         | 1994             |
| Mesquita          | -       | 1          | ----                         | 1996             |
| Rodoviário        | -       | 1          | ----                         | 1997             |
| São Cristóvão     | -       | 1          | ----                         | 1998             |
| Casimiro de Abreu | -       | 1          | ----                         | 2000             |
| Macaé             | -       | 1          | ----                         | 2005             |
| Cabofriense       | -       | 1          | ----                         | 2007             |
| Itaboraí          | -       | 1          | ----                         | 2018             |
| Maricá            | -       | 1          | ----                         | 2021             |
| Olaria            | -       | 1          | ----                         | 2023             |

## Goleadores
| Año  | Goleador                       | Equipo                           | Goles |
| ---- | ------------------------------ | -------------------------------- | ----- |
| 2007 | Ebérson                        | Portuguesa - RJ                  | 10    |
| 2008 | Assumpção                      | Olaria                           | 13    |
| 2009 | Daniel                         | Sendas                           | 16    |
| 2010 | Pipico                         | Bangu                            | 8     |
| 2011 | Wellington Pimenta             | Serra Macaense                   | 8     |
| 2012 | Derley                         | Madureira                        | 10    |
| 2013 | Tiago Amaral                   | Volta Redonda                    | 9     |
| 2014 | Gilcimar                       | América                          | 8     |
| 2015 | Douglas Caé Sabão Tiago Amaral | Resende Gonçalense Volta Redonda | 6     |
| 2016 | Lohan                          | Friburguense                     | 11    |
| 2017 | Felipe Augusto                 | Boavista                         | 5     |
| 2018 | Cláudio Maradona               | Americano                        | 7     |
| 2019 | Lele                           | Itaboraí                         | 7     |
| 2021 | Di Maria                       | Americano                        | 6     |
| 2022 | Jonathan Chula Rhainer         | Americano Serra Macaense         | 6     |
| 2023 | Guilherme Barrozo Alexandre    | Friburguense Olaria              | 7     |